# DBASE

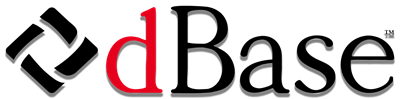
Logo-Variante

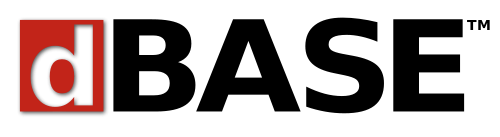
Logo-Variante

dBASE war das erste weithin genutzte dateibasierende Datenbankmanagementsystem (DBMS) für Mikrocomputer. Es wurde von dem Unternehmen Ashton-Tate ursprünglich für das Betriebssystem CP/M entwickelt und vertrieben. Später wurde die Datenbank-Applikation auf den IBM-PC unter DOS portiert.
Die Grundidee des dBASE-Systems ist, die Tabellen einer Datenbank in speziell strukturierten Dateien (DataBaseFiles = DBF) zu halten und zur Verarbeitung eine Programmiersprache der vierten Generation bereitzustellen.

## Der xBase-Standard
Mit seiner Syntax und Datenstruktur hat dBASE einen Quasistandard geschaffen, den eine Reihe von Unternehmen für ähnliche Systeme übernommen haben. Die Gruppe der dBASE-kompatiblen Softwareprodukte wird oft mit dem Begriff xBase zusammengefasst.
Unter DOS war dBASE jahrelang einer der bestverkauften Softwaretitel. Seine Marktbedeutung ließ erst nach, als es nicht schnell genug gelang, dBase für Windows zu optimieren. An die Stelle von dBase traten zunächst Systeme wie Paradox, FoxPro (inzwischen Visual FoxPro von Microsoft), Xbase++ und Vulcan.NET, die die Kompatibilität zu den dBase-Datenstrukturen bewahrt haben.
1991 wurde das Softwareunternehmen Ashton-Tate von Borland aufgekauft, um sich gegen Microsoft zu behaupten. Borland gelang es allerdings nicht, seine Marktanteile zu halten. Die Rechte an der Produktlinie dBase wurden 1999 an die dBASE Inc. verkauft.
Stattdessen begann zu dieser Zeit der Aufstieg der Office-Produkte unter Windows, die neben den eigenen Formaten auch dBase-Dateien verarbeiten können. Insbesondere Microsoft Access kann dBASE-Dateien nutzen. Auch Visual Basic für Windows verfügt über zusätzliche Softwaretreiber für dBASE-Dateien.

## Quelltexte und Compiler für dBase
Für den Erfolg von dBase waren auch BASIC-ähnliche Quelltexte mit verantwortlich, die in dBase erstellt und ausgeführt wurden und die die Automatisierung der Datenverarbeitung über den rein interaktiven Modus hinaus überhaupt erst ermöglichten. Die Firma Nantucket Corporation zeichnete sich durch den seinerzeit beliebten Compiler Clipper aus, der aus dBase-Quelltexten eigenständig ausführbare Programme kompilieren konnte.
Mit diesem und ähnlichen Compilern von anderen Herstellern waren auch Zugriffe auf weitere Datenbanksysteme und auf Großrechner mittels SQL über sogenannte Datenbanktreiber möglich. Ashton-Tate selbst brachte erst für die Version dBase IV einen Compiler heraus.

## Der Erfolg von dBASE
Für den großen Erfolg von dBASE sind die vielfältigen konkurrierenden und ergänzenden Softwaresysteme, die ebenfalls mit dBASE-Dateien arbeiteten, die zunächst kaum vernetzten PC sowie die einfach zu erlernende integrierte Programmiersprache verantwortlich.
Mit der Integration von Funktionen für Datenbanken im Netzwerk wie das Novell NetWare, die ein Sperren von einzelnen Datensätzen ermöglichten, wurde dBASE IV der Marktführer unter den dateibasierenden Datenbanksystemen. In dieser Zeit wurden vor allem PPS-Systeme und datenbankbasierende Fachanwendungen vorrangig mit dBase und Clipper entwickelt.
Programme, die dBASE-Dateien verwendeten, waren fast überall auf PCs zu finden. Aufgrund des Interpreterkonzeptes waren die Anwendungen langsamer als nativ entwickelte Programme, sodass dBASE kaum für rechenintensive numerische Berechnungen verwendet wurde. Außerdem fehlte es dBASE lange an einer leistungsfähigen Grafikschnittstelle.

## Nutzung von dBASE heute
dBASE war als ein rein dateibasiertes Datenbanksystem konzipiert und konnte zunächst nur mit dem eigenen Dateiformat effizient arbeiten. In Netzwerken und Multiuserumgebungen sind dateibasierte Datenbanksysteme dem leistungsfähigeren Client-Server-Modell unterlegen. Ein typisches Problem sind konkurrierende schreibende Zugriffe auf einen Datensatz.
dBASE-Dateien und -Programme gelten heute als technisch veraltet, wenngleich das dBASE-Dateiformat häufig noch als Datenaustauschformat für kleine Datenbanken verwendet wird. Aber auch hier sind modernere Konzepte wie XML bereits Stand der Technik.
Die Migration von bestehenden dBASE-Programmen unter MS-DOS auf Windows ist prinzipiell möglich, wurde aber selten praktisch umgesetzt, da die Anforderungen für die Benutzeroberfläche von DOS und Windows in einigen Bereichen sehr unterschiedlich sind.

### Geoinformationssysteme
dBASE III spielt heutzutage im Datenbankmarkt keine Rolle mehr. Lediglich im Bereich der Geoinformationssysteme (GIS) findet es in dem von der Firma ESRI entwickelten Shape-Format Verwendung. ESRI hat sich bei Einführung des Dateiformats im Jahr 1998 für eine dBase-III-Tabelle entschieden (*.dbf-Datei), die intern als Attributedatei dient. Das Shape-Format hat sich heute zu einem Quasi-Standard für den Datenaustausch von Vektordaten entwickelt.

## Geschichte

### Anfänge
Die Geschichte von dBASE reicht bis in die 1960er Jahre zurück. Das damals herrschende System war RETRIEVE, das von Tymshare Corporation entwickelt wurde. RETRIEVE wurde vom Jet Propulsion Laboratory benutzt. Schließlich wurde der Programmierer des Projekts, Jeb Long, beauftragt, eine angepasste Version zu entwickeln. Das Derivat wurde JPLDIS (Jet Propulsion Laboratory Display Information System) getauft. Der Code war in Fortran geschrieben und wurde auf den UNIVAC-1108-Großcomputern betrieben.
Daraus entwickelte Wayne Ratliff später eine angepasste Version namens VULCAN (benannt nach dem Heimatplaneten von Mr. Spock), auf die das Unternehmen Ashton-Tate aufmerksam wurde.

### dBASE II
Wayne Ratliff verkaufte die Vermarktungsrechte der Programmiersprache VULCAN an das Unternehmen Ashton-Tate, das ihn und Jeb Long als Entwickler einstellte. Dieses Unternehmen portierte VULCAN später nach CP/M. Das Marketing nannte das Produkt dBASE II, um es als verbesserte Version eines gar nicht existierenden Original-dBASE zu präsentieren. Der Erfolg stellte sich sehr schnell ein. Infolgedessen wurde das Datenbankmanagementsystem auf viele andere 8-Bit-Computerplattformen inklusive der Apple-II-Version (CP/M mit Z80-Prozessor-Karte) als dBASE II portiert und vertrieben.
Wayne Ratliff programmierte ebenfalls eine 16-Bit-Version für IBM-PC. Im August 1982 kam dBASE II 2.3 heraus und wurde zu einer der erfolgreichsten Anwendungssoftware für PCs. Es gab auch eine Version für den Atari ST mit grafischer Benutzeroberfläche für GEM.
Zip samt Zip Talker war ein zunächst optionales Hilfsprogramm für dBASE und MBASIC, das 1982 von Hal Pawluk entwickelt und kurze Zeit später Bestandteil von dBASE II wurde. Als Formulargenerator erweiterte es unter anderem die Drucker- und Monitorausgabe auf 88 statt 24 Zeilen. Als Dateiendungen wurden .FMT, .CMD, .ZPR und .ZIP verwendet. Der Einzelpreis betrug 160 US-Dollar.

### dBASE III (PLUS)

Screenshot von dBASE III

In der zweiten Hälfte der 1980er Jahre erreichte Ashton-Tate mit dBASE III und der Nachfolgeversion, dBASE III PLUS, in der Bundesrepublik Deutschland und im angrenzenden Ausland einen Marktanteil von 67 % bei PC-Datenbanksystemen. Unterstützt wurden diese zwei Versionen noch durch Clipper, den dBASE-Compiler der Nantucket Corporation, mit dem Entwickler für Kunden aus den dBASE-Quelltextdateien (*.PRG) direkt ausführbare EXE-Dateien erzeugen konnten, die unter DOS besonders schnell liefen und den Einsatz ermöglichten, ohne dass der Kunde dBASE oder das erforderliche Runtime-Modul kaufen musste. Ferner musste so kein Quelltext nach außen gegeben werden.
Mit dem Aufkommen von PC-Netzwerksoftware wie Novell NetWare wurde dBASE III PLUS im Befehlsumfang um Netzwerkbefehle wie z. B. LOCK/UNLOCK RECORD erweitert, um mehrplatzfähig zu werden. Neue Clipper-Versionen unterstützten diese Befehle ebenfalls.
Zum Erfolg trug zusätzlich bei, dass dBASE definierte Schnittstellen zu Office-Programmen wie Lotus 1-2-3 und Microsoft Word hatte, was für den Entwickler einen Datentransfer in beide Richtungen ermöglichte.
dBASE III wurde (wie auch schon dBASE II und andere erfolgreiche Standardsoftware) durch das DDR-Unternehmen Robotron geklont und in der DDR unter dem Namen Redabas vertrieben.
Größter Konkurrent von Ashton-Tate war Borland mit seinem Datenbanksystem PARADOX, das die Marktanteile von dBASE jedoch nie erreichte. Alle PARADOX-Datenbanken unterstützten das Datenformat von dBASE und hatten definierte Schnittstellen zu dBASE, um den Umstieg zu ermöglichen.
1986 begann Ashton-Tate, für den Apple Macintosh Software zu entwickeln. Ein kleineres Unternehmen, das Geschäftsapplikationen entwickelte, Ann Arbor Softworks, wurde gekauft. Hier wurde ein Officepaket mit der Tabellenkalkulation Full Impact, eine Textverarbeitung namens FullWrite Professional und eine Datenbankapplikation mit Namen dBASE Mac produziert.
Das Projekt war ein Misserfolg, lediglich dBASE Mac blieb als Anwendung erhalten, mit einer grafischen Benutzeroberfläche. Der Dateiaustausch mit den PC-Versionen war jedoch unmöglich, und der Konkurrenzkampf mit anderen Mac-Datenbanken ging zu Lasten von dBase Mac.

### dBASE IV
Der Niedergang von Ashton-Tate begann mit dBASE IV. Das erste Release erschien im Oktober 1988 zuerst in den USA. dBASE IV 1.0 hatte bereits Embedded SQL und einen integrierten Pre-Compiler.
Die US-Version wies viele Fehler auf und hatte ganz erheblich mit der damals gültigen 640-KB-Speichergrenze des Industrie-Standards für PCs zu kämpfen. Hinzu kam, dass selbst die kompilierten Programme langsamer waren als die unkompilierten Programme in dBASE III+. Das als Neuerung hingestellte Regiezentrum zur Bedienung von dBASE IV erwies sich als Flop, da die Sachbearbeiter und Sekretärinnen in den Unternehmen damit nicht zurechtkamen. Der neu entwickelte Report- und Label-Generator war schwer zu bedienen.
Ab Mitte 1990 wurde dBase IV 1.1 auch für SCO Unix und SunOS angeboten.
1991 wurde Ashton-Tate von seinem größten Konkurrenten Borland aufgekauft.

### Borland dBASE
Borland führte dBASE IV als Borland dBASE mit den Releases 1.1, 1.5 und – als Überbrückung zu dBASE für Windows – mit dem Release dBASE IV 2.0 weiter. Zusätzlich wurde der hauseigene dBASE-Compiler 1.0 für MS-DOS entwickelt, der dBASE bis hin zu dBASE IV 2.0 unterstützte.
dBASE 5.0 erschien 1993 erneut unter DOS und Windows. Es konnte sich aber ebenso wie sein Vorgänger nicht mehr richtig am Markt durchsetzen. Das im Oktober 1992 von Microsoft herausgebrachte Konkurrenzprodukt Access, das von der Bedienung her an dBase anknüpfte, konnte bis 1996 dBase als Marktführer für dateibasierte Datenbanken verdrängen (Quelle: PC-Welt Juli 1996).

### dBASE unter Windows
Auch für Windows stellte Borland neue Versionen von dBase vor. Die erste dBase-Windows-Version ca. Mitte der 1990er hieß dBase for Windows (V 5.0) und war noch für die 16-Bit-Windows-Versionen (konkret Windows 3.x) programmiert. Für eine erste Portierung von DOS nach Windows war sie recht gut gelungen, wenn auch Performance und Stabilität nicht immer überzeugen konnten. Danach kam Visual dBase (V 5.5), ebenfalls noch in 16-Bit-Technik, gefolgt von V 5.7 unter dem gleichen Namen und erstmals Jahr-2000-fähig. dBase für Windows ist mithilfe von WOW bis heute unter den 32-Bit-Versionen von Windows lauffähig.
Die ersten 32-Bit-Versionen wurden auch noch als Visual dBase, aber unter der Versionsnummer 7.0x angeboten und gingen bis V 7.5x.
Im neuen Jahrtausend, nach dem Verkauf der Rechte an die dBase Inc., gab es das Produkt unter dem Namen dBase 2000 bzw. dB2K mit den Versionen 0.1, 0.2, 0.3 und 0.4.

### dBASE Plus
Ab ca. 2004/2005 war das Produkt im Besitz der Firma DataBased Intelligence Inc. (dBI), die es unter dem Namen dBASE Plus weiterhin pflegte und vermarktete. 2012 gingen die Rechte an dBASE Plus wiederum an die neu gegründete Firma dBase LLC, die sich zum Teil aus früheren dBI-Mitarbeitern zusammensetzt.
dBASE Plus ist ein leistungsfähiges Datenbank-System unter Windows und kann sowohl PRG-Dateien direkt ablaufen lassen (wie früher unter DOS mittels eines Interpreters), als auch eigenständige EXE-Programme erstellen (mit Hilfe des integrierten Compilers). Zahlreiche alte xBase-Befehle zur Bearbeitung von Datenbanken wie use, replace, append etc. funktionieren damit wie vor Jahrzehnten. Aber auch objektorientierte Programmierung ist möglich.
Im Juni 2011 erschien die Version dBASE Plus 2.70. Diese läuft im Vergleich zu ihren Vorgängern stabiler unter Windows 7 und Windows Vista, insbesondere den 64-Bit-Varianten, und bietet neben anderen Erweiterungen eine verbesserte Unterstützung der Benutzerkontensteuerung (UAC) von Windows.
Ab Juni 2015 wurde die Version dBASE Plus 10 angeboten. Sie enthält eine objektorientierte Programmiersprache (dBL) und läuft auf 32 und 64-bit Versionen von Windows. Seit Dezember 2016 wird dBASE Plus 11 angeboten. Wesentliche Neuerung ist Unterstützung für Geräte mit Touchscreen, wie z. B. Tabletcomputer.